# ホームカミング (2011年の映画)
『ホームカミング』は、2010年制作の日本映画。公開は2011年3月12日。高田純次の初主演映画。

## あらすじ
61歳で定年退職を迎えた鴇田（ときた）和昭は、購入したマイホームで妻の摩智と2人で残りの人生を過ごすことになった。彼らが暮らすことになったのは、都心から40キロ離れたところにある、かつては理想の町と謳われ、有名ドラマの舞台にもなったニュータウン「虹の丘タウン」。しかし、現在は少子高齢化の波に押され、かつての賑いがウソのような、住民の平均年齢68歳という“老人街”と化していた。鴇田は町に昔の活気を取り戻すべく、同世代の仲間と共に町おこしのお祭りを開催しようと奔走するが、ある日、誘拐事件が発生し…。

## キャスト
- 鴇田和昭：高田純次
- 鴇田摩智：高橋惠子
- 花森美咲：麗奈
- 佐藤一郎：秋野太作
- 石田勉：黒部進
- 花森寛治：森次晃嗣
- 吉沢四郎：堀内正美
- 佐藤里香：木野花
- 杉浦紀子：桜井浩子
- 市村真希：高橋ひとみ
- 加納修：中原裕也
- 鴇田和弘：青山草太
- 村崎裕宇：佐藤瑠生亮
- 大石夫人：河合美智子
- 原知佐子
- 黒石高大
- 森本の子分：庵野秀明（友情出演）
- 佐原健二
- 西條康彦
- 井上順
- 溝口もと子：島かおり
- 森本慶太：林隆三
- 大島忠：竜雷太
- 北小路彩香：高部あい

## スタッフ
- 監督：飯島敏宏
- 監督補：小中和哉
- 脚本：千束北男
- エグゼクティブ・プロデューサー：大月俊倫
- プロデューサー：藤本款、森山敦、森満康巳
- 撮影：稲垣湧三
- 音楽：冬木透、栗山和樹
- 美術：池谷仙克、及川一
- 装飾：高橋俊秋
- 照明：佐野誠
- 録音：山方浩
- 編集：松木朗
- 衣装デザイン：加藤麻乃
- 助監督：小原直樹
- ヘアメイク：山口亜希子
- スクリプター/記録：堀ヨシ子